# Russ Lossing
Russ Lossing (Columbus, 18 februari 1960) is een Amerikaanse jazzpianist en componist.

## Biografie
Lossing begon op 6-jarige leeftijd met klassieke pianoles. Hij woont sinds 1986 in New York. In zijn pianospel en zijn door impressionistisch lijkende composities beïnvloede hedendaagse muziek, nam hij in 2000 voor Double-Time Records zijn debuutalbum Dreamer op met bassist Ed Schuller en drummer Paul Motian.  Er volgde een reeks producties voor HatHut Records, OmniTone Records en Clean Feed Records met onder andere Mat Maneri/Mark Dresser (Metal Rat, 2006), John Hébert en het kwartet van Michael Adkins. Lossing werkte bovendien met Billy Drewes en Michael Formanek, Daniel Guggenheim, Kyoko Kitamura, Dave Liebman, Tony Moreno, Bob Moses, Bobby Previte, Tom Rainey, Judi Silvano en Loren Stillman. Hij componeerde een reeks filmmuziek voor onder andere documentaire films van de zender PBS en BBC.

## Discografie
- 2000: Dreamer (Double-Time) met Ed Schuller, Paul Motian
- 2004: As It Grows (HatHut) met Ed Schuller, Paul Motian
- 2004: Phrase 6 (Fresh Sound New Talent)
- 2006: All Things Arise (Hatology)
- 2006: Russ Lossing / Mat Maneri / Mark Dresser: Metal Rat (Clean Feed Records)
- 2008: Russ Lossing / John Hébert: Line-Up (Hatology)
- 2011: Personal Tonal met Loren Stillman, John Hébert, Eric McPherson
- 2011: Oracle (Hatology), met Masa Kamaguchi, Billy Mintz
- 2018: Adam Kolker, Russ Lossing & John Hébert: Change of Time (OmniTone Records)
- 2019: Standards met Michael Formanek, Gerald Cleaver

- Bibsys: 1675321644312
- Bibliothèque nationale de France: cb14647325f (data)
- Gemeinsame Normdatei: 134992040
- International Standard Name Identifier: 0000 0000 0089 4383
- Library of Congress Control Number: no99024265
- MusicBrainz: baf9f4bc-ae16-49ad-8d00-3e3741729bb9
- Réseau des bibliothèques de Suisse occidentale: 02-A011015751
- Système universitaire de documentation: 156870118
- Virtual International Authority File: 34715500
- WorldCat: E39PBJcKJgHDyjR6GPw3pyRFrq